# Opactwo św. Piotra i Pawła w Cluny

Herb opactwa

Opactwo św. Piotra i Pawła w Cluny (fr. Abbaye de Saint-Pierre et Saint-Paul de Cluny) – założone w 910 roku benedyktyńskie opactwo w Cluny stanowiące dom macierzysty kongregacji kluniackiej. Był to największy klasztor, jaki kiedykolwiek zbudowano w Europie Zachodniej. Stanowił centrum myśli politycznej, oparcie dla idei wypraw krzyżowych i hiszpańskiej rekonkwisty.

## Historia

### Fundacja klasztoru
Opactwo zostało założone 11 września 910 r. przez księcia Akwitanii Wilhelma Pobożnego. Wilhelm nadał klasztorowi w Cluny przywilej uwalniający benedyktynów od wszystkich przyszłych zobowiązań wobec władcy i jego rodziny innych niż modlitwa. Wprawdzie Wilhelm mianował pierwszego opata, ale równocześnie nadał opactwu przywilej nominacji kolejnych opatów. Oba te przywileje uwalniały klasztor od wszelkich powiązań z władzą świecką. Opactwo zostało podporządkowane bezpośrednio papieżowi.
W X w. taka wolność od wpływów świeckich była ewenementem, jako że był to szczytowy okres dominacji Cesarstwa nad Papiestwem. Normą była symonia i zwierzchność władzy świeckiej nad majątkami kościelnymi. Za postępującą feudalizacją Kościoła następował rozkład moralny – duchowni zajmowali się przede wszystkim zarządzaniem swoimi dobrami zamiast duszpasterstwem. Częste były nawet odstępstwa od reguły celibatu (nikolaizm), bowiem duchowni woleli przekazywać swoje dobra w ręce dzieci, niż je porzucać.
W tej sytuacji wprowadzona w klasztorze w Cluny surowa reguła narzucająca „wieczną modlitwę” (łac. laus perennis) trafiła w potrzebę odnowy religijnej i stała się bardzo popularna. Jednak z uwagi na to, że praktyki liturgiczne (np. 215 psalmów na dzień w miejsce 37 psalmów nakazanych przez św. Benedykta) pochłaniały mnichom większość czasu, uległ zmianie tradycyjny benedyktyński model klasztoru jako rolniczo samowystarczalnej jednostki, w której każdy mieszkaniec oprócz modlitwy musiał wykonywać pracę fizyczną. Obowiązek pracy fizycznej przypadł więc w udziale nowicjuszom.

### Struktura zgromadzenia
Klasztory benedyktyńskie w swej pierwotnej formie były od siebie całkowicie niezależne, tworząc swoistą więź jedynie przez podległość tej samej regule zakonnej. Dzięki popularności swojej reguły, klasztor w Cluny zaczął wkrótce zakładać zgromadzenia podległe i przyciągać do siebie inne klasztory benedyktyńskie. Jednak w przeciwieństwie do luźno powiązanych ze sobą do tej pory zgromadzeń, klasztory kluniackie były ściśle podporządkowane domowi macierzystemu w Cluny, tworząc swoisty system feudalny.
Cluny stworzyło dużą kongregację, w której administratorzy podległych klasztorów służyli jako zastępcy opata Cluny i byli przed nim odpowiedzialni. Przeorowie, jak ich nazywano, byli mianowani przez opata i spotykali się w Cluny raz na rok, aby omówić sprawy administracyjne i złożyć sprawozdania. Opat zresztą nie ograniczał się tylko do mianowania przeorów – jego sankcji wymagało obsadzenie każdego stanowiska w podległych klasztorach, które zresztą w ramach sprawowania funkcji rokrocznie objeżdżał.
W szczytowym okresie potęgi opactwa – w XII wieku – posiadało ono, według różnych źródeł, od 800 do 1200 klasztorów podległych. W całej kongregacji kluniackiej żyło wtedy około 20 000 mnichów.
Według Christophera Brooke wpływ opactwa w Cluny na klasztory w Niemczech był raczej niewielki, wręcz znikomy, ponieważ klasztory te wzorowały się na klasztorze Gorze.

### Wpływ na świat chrześcijański
Opactwo w Cluny szybko stało się autorytetem w Kościele i zarzewiem jego reformy, zwanej kluniacką (a w Niemczech od nazwy klasztoru w Hirsau – hirsaugijską). Reguła nastawiona na posługę religijną była tylko jednym z jej składników służącym odnowie moralnej kleru. Mnisi z Cluny postulowali również odejście od praktyk symonii, inwestytury na dobrach kościelnych należnej władzy świeckiej oraz od nikolaizmu.
Cesarstwo oczywiście nie było zbyt chętne do wyrzekania się wpływu na Kościół, a nikolaizm uważało za nieszkodliwą fanaberię duchownych, jednak w teorii popierało reformę, głównie przez wzgląd na niskie poważanie, jakim cieszył się zepsuty kler. Władza świecka niewiele jednak czyniła, by wspomóc wdrażanie działań naprawczych.
Sytuacja uległa zmianie dopiero, kiedy w 1048 Cesarz Henryk III ustanowił papieżem Leona IX, który będąc zaufanym Cesarza, sprzyjał sekretnie środowiskom zbliżonym do Cluny. Papież ten wykorzystał swoje dobre relacje z dworem cesarskim, by podnieść prestiż Kościoła, dzięki czemu jego następcy mogli wyzwolić się spod dominacji świeckiej.
Z Cluny pochodził papież Urban II. Dwaj inni papieże – Grzegorz VII i Paschalis II – byli członkami kongregacji kluniackiej, choć nie jest pewne, czy byli mnichami w samym Cluny. Do najbardziej zasłużonych opatów należeli: Bernon (919–927), św. Odo (927–942), Majol (964–994), św. Odylon (994–1049), św. Hugon (1049–1109), Piotr Czcigodny (1122–1156).

### Utrata znaczenia i likwidacja klasztoru
W XII wieku Cluny powoli zaczynało tracić znaczenie na rzecz nowych zgromadzeń zakonnych: cystersów i kanoników regularnych.
W 1562 roku klasztor został splądrowany przez hugenotów. W 1790 roku, podczas rewolucji francuskiej, opactwo zamknięto, a w 1811 roku wraz z kościołem prawie w całości rozebrano.

## Architektura Cluny

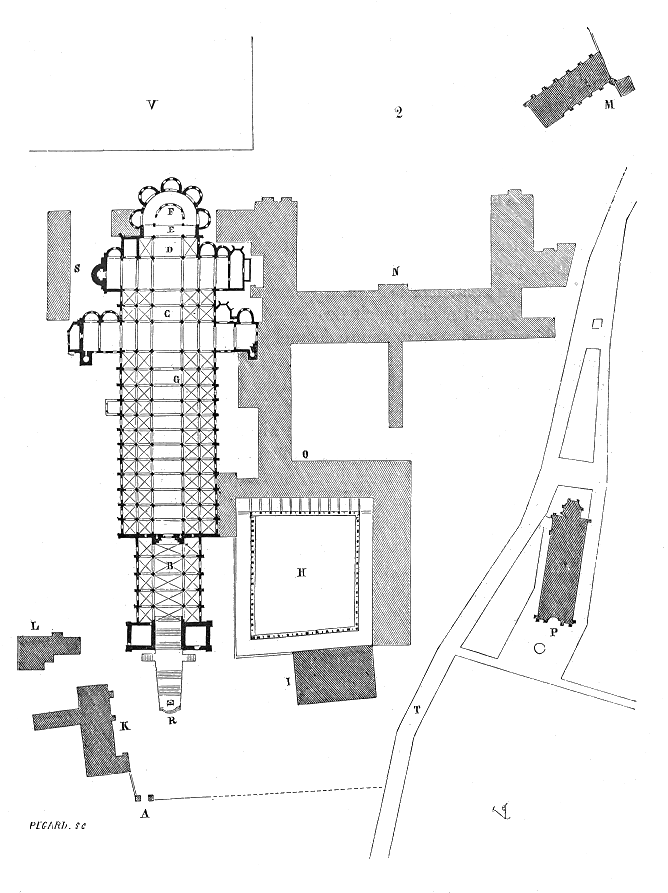
Plan opactwa według Dictionnaire raisonné de l'architecture française du XIe au XVIe siècle Viollet-le-Duca, 1856

Pierwszy klasztor, nazywany Cluny I, został konsekrowany w 927 roku. Szybko okazał się zbyt mały. Już ok. 955 późniejszy Mayeul rozpoczął budowę nowego kościoła, który poświęcono w 981, chociaż prace związane z budową nowego klasztoru trwały do ok. 1045 roku. Na początku XI wieku kościół przykryto sklepieniem kolebkowym a od zachodu zbudowano znacznych rozmiarów narteks. Wschodnia część kościoła posiadała wydłużone prezbiterium zakończone apsydą. Po jego obu stronach umieszczono krótsze od niego prostokątne pomieszczenia połączone z prezbiterium potrójnymi arkadami. Od strony wschodniej zamykały je niewielkie kaplice zakończone półkolistymi apsydami. Pomieszczenia utworzyły obejście pozwalające na odbywanie procesji. Do ich dłuższych boków, od strony zewnętrznej, przylegały kolejne kaplice dostępne z obejścia i transeptu. Schodkowy układ pomieszczeń kończyły niewielkie apsydy otwarte do boku transeptu. Rozwiązanie to było często powielane w kościołach romańskich a wschodnia część kościoła stała się jego najważniejszym elementem. W końcowym etapie budowy Cluny II wirydarz został otoczony krużgankami.
Szybko powiększająca się społeczność Cluny wymagała coraz większych budynków. Trzeci z kolei i ostatni kościół w Cluny, budowany w latach 1088–1135 z inicjatywy opata Hugona, był największym kościołem w Europie przed budową bazyliki św. Piotra w Rzymie. Kampania budowlana była finansowana przez Ferdynanda I Wielkiego, króla Kastylii i Leon, między 1053 i 1065 i przez Alfonsa VI. O rozmachu podjętych prac świadczy tempo ich przeprowadzenia. W 1095 papież Urban II konsekrował pięć ołtarzy w obejściu nowego prezbiterium, w 1100 ukończono dwie nawy poprzeczne, sklepienia powstały przed 1121 a w 1130 papież Innocenty II poświęcił kościół i klasztor. W plan zbudowanego na północ od wcześniejszego kościoła włączono fragmenty Cluny II.
Kościół w Cluny był wielką, 5-nawową bazyliką z dwoma transeptami i prezbiterium z ambitem i kaplicami promienistymi. Nad ramionami transeptu zachodniego, a także nad jego skrzyżowaniem z nawą główną wznosiły się wieże. Od zachodu znajdował się 5-przęsłowy narteks poprzedzony wieżami. Niektóre elementy architektury kościoła zapowiadały już styl gotycki (nawa główna sklepiona ostrołukową kolebką, ostrołukowe były również arkady międzynawowe; około 1130 roku po zawaleniu się sklepień dodano łuki przyporowe przy nawie głównej). O wielkości budowli daje pojęcie zachowane jedno ramię transeptu z wieżą. Całkowita długość kościoła sięgała ok. 190 m a szerokość korpusu 40 m. Wnętrze było bogato dekorowane – zachowało się kilka kapiteli z dekoracją figuralną (m.in. personifikacje tonów muzycznych chorału gregoriańskiego), będących arcydziełami rzeźby romańskiej. Głównym architektem Cluny III był zakonnik Gunzo a jego pomocnikiem Hèzelon (Gunzo był muzykiem a Hèzelon nazywany był matematykiem). Kościół ten wywarł ogromny wpływ na architekturę romańską, szczególnie w Burgundii (Paray-le-Monial, Autun) i w Niemczech.